# Joachim Hermisson
Joachim Hermisson  (* 12. Dezember 1968 in Heidelberg) ist ein deutscher Mathematiker. Er ist Professor für Mathematics and Biology an den Max F. Perutz Laboratories und in der Forschungsgruppe Biomathematik der Fakultät für Mathematik der Universität Wien.
Hermisson studierte Physik und Philosophie an der Eberhard Karls Universität Tübingen und der Georg-August-Universität Göttingen. In Göttingen diplomierte er 1995 in Physik und promovierte 1999 in Tübingen summa cum laude bei Michael Baake zum Thema Aperiodische Ordnung und magnetische Phasenübergänge. 2000 bis 2002 war er als Post-Doktorand an der Yale University am Department of Ecology and Evolutionary Biology tätig; 2002 bis 2007 als Forschungsgruppenleiter im Emmy Noether-Programm der Deutschen Forschungsgemeinschaft (DFG) an der Ludwig-Maximilians-Universität München, wo er auch 2006 in Biologie habilitierte. Von 2008 bis 2012 war er Inhaber einer Stiftungsprofessur des Wiener Wissenschafts-, Forschungs- und Technologiefonds (WWTF) für Mathematik und Biowissenschaften an den Max F. Perutz Laboratories und der Fakultät für Mathematik der Universität Wien. Im Oktober 2012 wurde die Stiftungsprofessur in eine reguläre Professur umgewandelt.
Hermissons Forschungsarbeit ist stark interdisziplinär angelegt. Er beschäftigt sich vornehmlich mit mathematischen Modellen in der Evolutionsbiologie. Seine Spezialgebiete sind Populationsgenetik (Theoretische Modelle zur Artbildung und Adaption), sowie Statistische Genetik und DNA-Sequenzanalysen.
Hermisson ist Begründer von EvolVienna, einem Netzwerk von mehr als 50 Forschungsgruppen im Bereich Evolutionsforschung im Raum Wien.